# Poxau

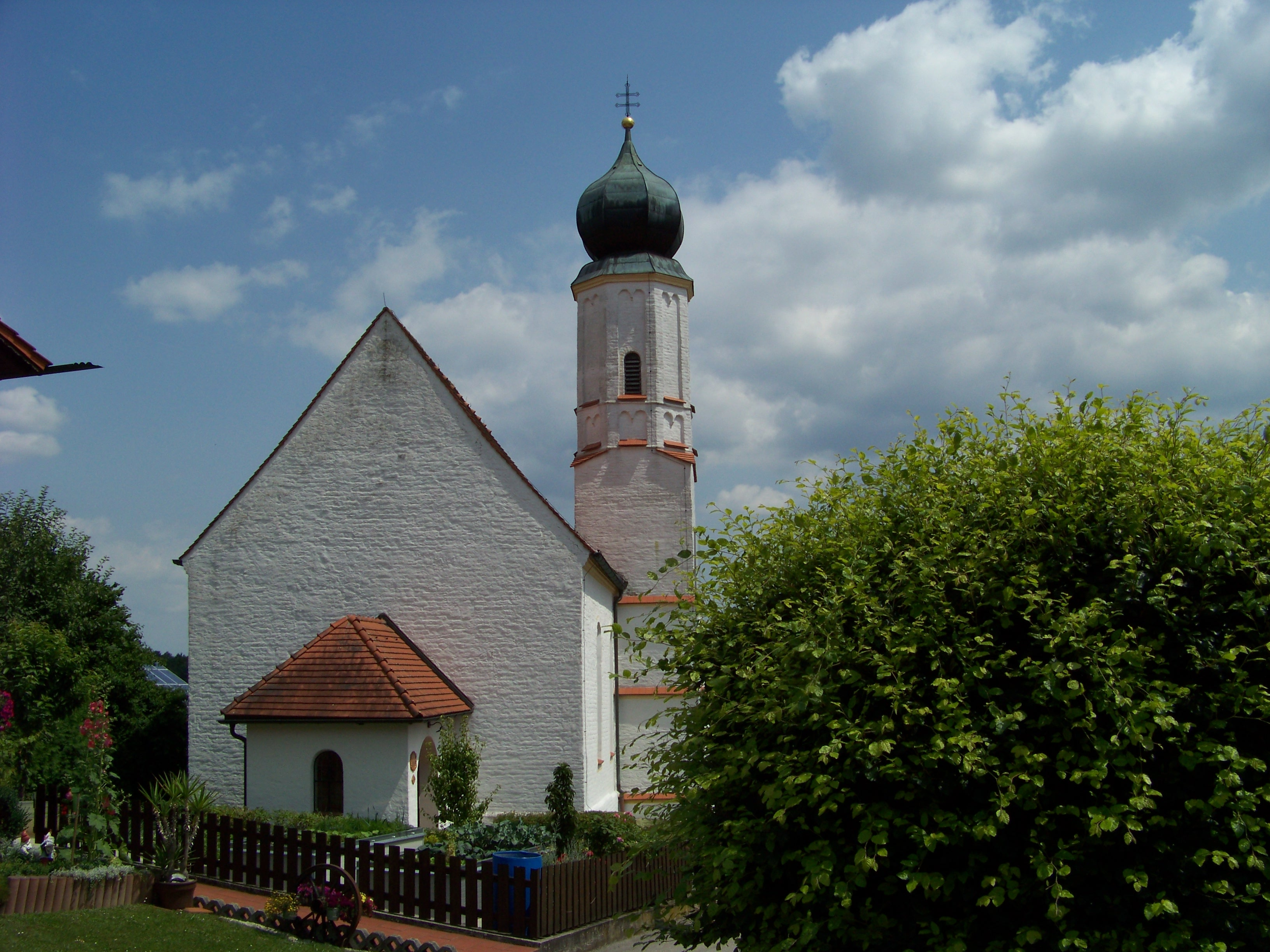
Die Filialkirche St. Georg und Martin

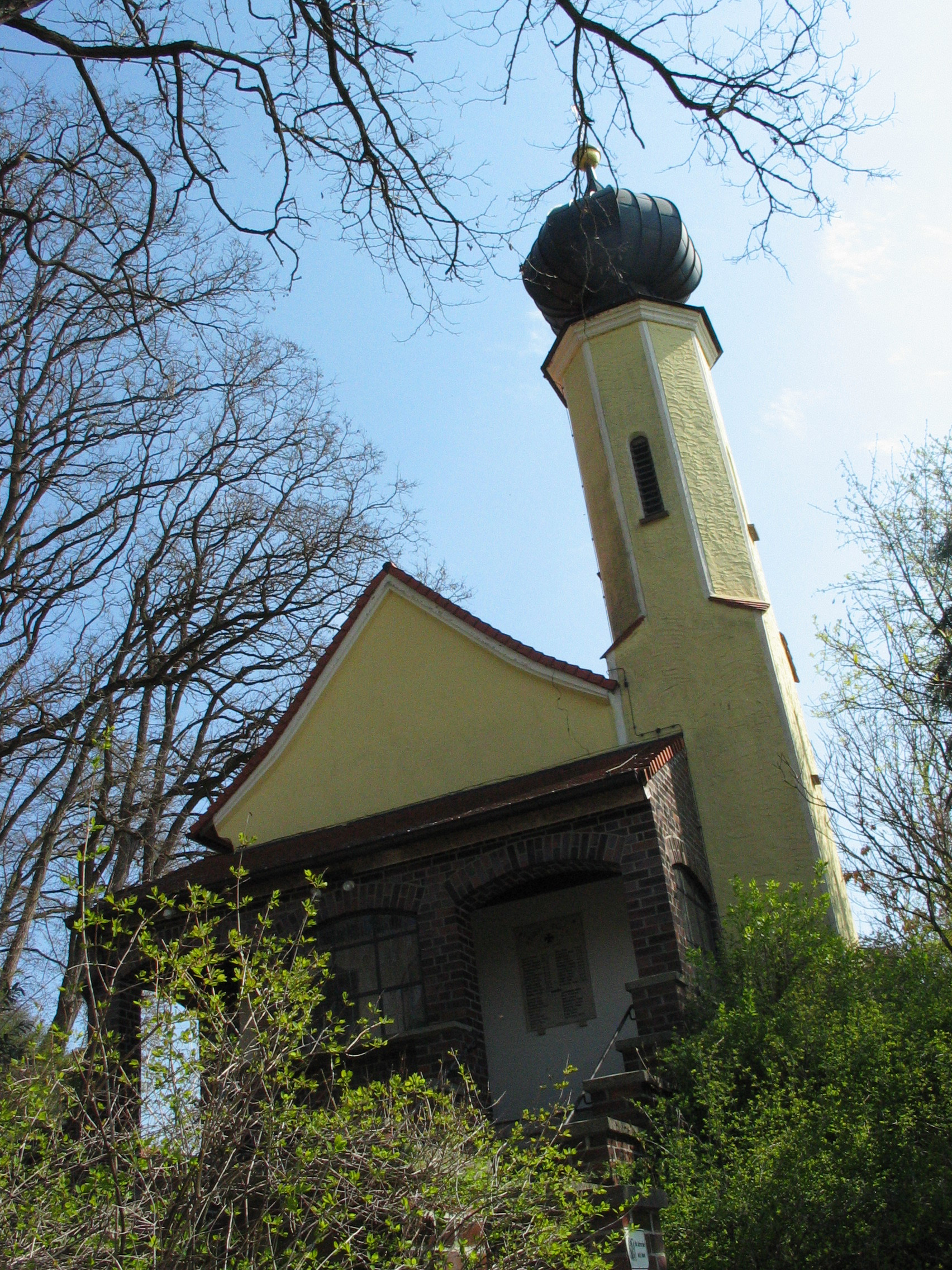
Die Kalvarienbergkapelle

Poxau ist ein Gemeindeteil der Gemeinde Marklkofen im niederbayerischen Landkreis Dingolfing-Landau, sowie eine Gemarkung im nördlichen Gemeindegebiet von Marklkofen. Bis 1971 war Poxau eine selbstständige Gemeinde, die neben dem gleichnamigen Gemeindesitz auch das Kirchdorf Aiglkofen sowie 11 Weiler und Einöden umfasste.

## Lage
Das Kirchdorf Poxau liegt etwa einen Kilometer nördlich von Marklkofen und etwas südöstlich von Steinberg über dem Vilstal.

## Geschichte
Die Herren von Poxau, deren Stammburg sich in Poxau befand, regierten von 1293 bis 1488 auch über Marklkofen, da sie reiche Beziehungen zum herzoglichen Hof in Landshut hatten. Im 18. Jahrhundert baute man den verwaisten Burghügel zu einem Kalvarienberg um. Der Kalvarienberg und die Kapelle mit Heiligem Grab waren lange Zeit Ziel vieler Wallfahrer.
Aus der Hofmark Poxau, die sich zuletzt in der Hand der Freiherrn von Fraunhofen befand, ging zu Beginn des 19. Jahrhunderts das Freiherrlich von Fraunhofensche Patrimonialgericht Poxau hervor, das dem Landgericht Landau an der Isar unterstand. Die Liegenschaften wurden an bürgerliche Interessenten verkauft. 1818 entstand mit dem bayerischen Gemeindeedikt die Gemeinde Poxau mit den Teilorten Aichberg, Aigen, Aiglkofen, Gindlkofen, Klosbach, Leiten, Liebertsöd, Petzenbrunn, Reithen, Roßhof, Weinberg und Ziegelstadl.
Das Schloss der Reichsfreiherrn von Fraunhofen ging um 1857 nebst Grundbesitz durch eine Schenkung an die Armen Schulschwestern v.U.L.Fr. über mit der Auflage, darin auch eine Schule zu begründen.
Die Gemeinde Poxau im Landkreis Dingolfing führte seit 1962 den 1532 von den Poxauern als Adelswappen erlangten springenden Bock im Gemeindewappen. Am 1. April 1971 kam die Gemeinde Poxau im Zuge der Gebietsreform zu Marklkofen. Der springende Bock aus dem Wappen findet sich heute als Brunnenfigur vor dem Rathaus in Marklkofen.
Im November 2006 fiel die Schenkung des Schlosses zurück an Graf Christoph von Soden-Fraunhofen in Neufraunhofen, da der Betrieb, zuletzt einer Berufsfachschule für Kinderpflege, durch die Armen Schulschwestern nicht mehr aufrechterhalten werden konnte. Das Schloss dient jetzt als Begegnungs-, Kultur- und Bildungsstätte.
Von 1876 bis 1969 hatte Poxau einen eigenen Bahnanschluss an der Strecke Mühldorf-Pilsting.

## Sehenswürdigkeiten
- Schloss Poxau. Es handelt sich um eine unregelmäßige Fünfeckanlage mit mittelalterlichen Mauern, die 1710 durch den Generalumbau unter Adam Lorenz Frhr. von Alt- und Neufraunhofen ihr jetziges Aussehen erhielt.
- Schlosskapelle St. Karl Borromäus. Sie enthält Schnitzereien von Christian Jorhan dem Älteren.
- Filialkirche St. Georg und Martin. Die gotische Saalkirche wurde im 18. und 20. Jahrhundert verändert. Der Hochaltar von 1779 ist ein Werk von Christian Jorhan dem Älteren.
- Kalvarienberg. Hier befinden sich eine Kreuzgruppe und Stationshäuschen mit Reliefs aus der zweiten Hälfte des 19. Jahrhunderts. Die Kalvarienbergkapelle von 1735 enthält ein Heiliges Grab.

## Vereine
- Burgmannen zu Poxau
- EC Poxau
- Freiwillige Feuerwehr Poxau. Sie wurde am 17. Mai 1885 gegründet. 1979 wurde der seit 1963 bestehende Spielmannszug übernommen. Seit 1980 besteht unter der Leitung von Herrn Schaffer der Feuerwehrchor.
- Freunde und Förderer Schloss Poxau
- Freunde alter Fahrzeuge Poxau
- Landfrauen Poxau
- Reservistenkameradschaft Poxau